# 해평 김씨
해평 김씨(海平金氏)는 경상북도 구미시 해평면을 본관으로 하는 한국의 성씨이다.
시조 김훤술(金萱述)은 김알지의 후손으로, 신라 말에 해평현의 지방 호족으로 지내다 왕건을 도와 고려의 개국에 공을 세워 개국공신으로서 문하시중 자리에 오르며 해평현을 식읍으로 받고 해평군(海平君)에 봉해졌다.

## 참고 자료
- “해평김씨(海平金氏)”. 뿌리를 찾아서.[깨진 링크(과거 내용 찾기)]